# Eselealofa Apinelu
Eselealofa 'Ese' Apinelu là một luật sư và quan chức Tuvalu. Apinelu theo học tại Nhà thờ lớn, Townsville, Bang Queensland, Australia. Cô tốt nghiệp Cử nhân Nghệ thuật và Cử nhân Luật tại Đại học Tasmania năm 1998. Cô là nữ luật sư đầu tiên của Tuvalu.
Cô được bổ nhiệm làm Quyền Tổng chưởng lý Tuvalu năm 2006. Năm 2008, Apinelu trở thành nữ đầu tiên được bổ nhiệm làm Tổng chưởng lý Tuvalu. Vào năm 2012, cô trở thành nữ thành viên điều hành đầu tiên của Hiệp hội Luật sư Nam Thái Bình Dương (SPLA) và Chủ tịch của Phụ nữ SPLA trong Ủy ban Pháp luật Tuvalu.
Cô cũng là Chủ tịch của Liên đoàn bóng chuyền Tuvalu, và là người quản lý đội bóng chuyền của Tuvalu tại Thế vận hội Nam Thái Bình Dương 2003. Bà là Chủ tịch Hiệp hội các môn thể thao và Ủy ban Olympic Quốc gia Tuvalu (TASNOC) từ năm 2013 đến năm 2015.